# Кастаньед (Верхняя Гаронна)
Кастанье́д (фр. Castagnède, окс. Castanheda) — коммуна во Франции, находится в регионе Юг — Пиренеи. Департамент — Верхняя Гаронна. Входит в состав кантона Сали-дю-Салат. Округ коммуны — Сен-Годенс.
Код INSEE коммуны — 31112.

## География

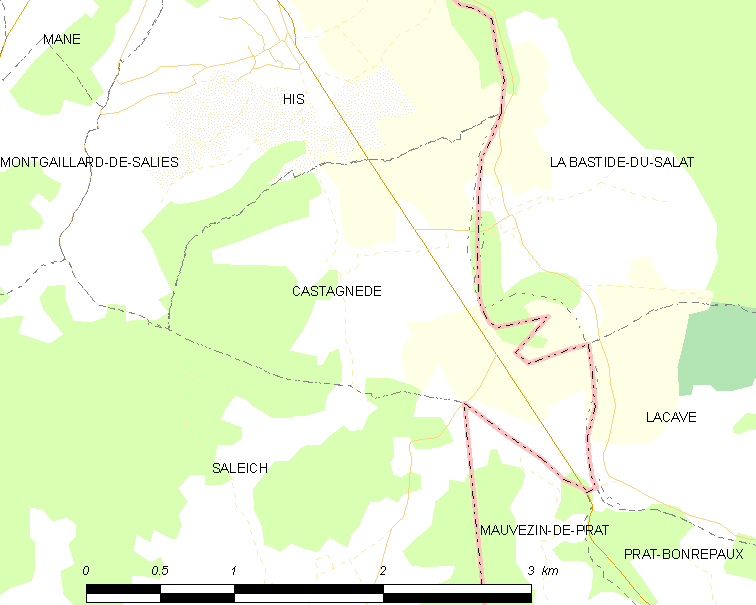
Карта коммуны

Коммуна расположена приблизительно в 660 км к югу от Парижа, в 75 км к юго-западу от Тулузы.
На востоке коммуны протекает река Сала.

## Климат
Климат умеренно-океанический. Зима мягкая и снежная, весна характеризуется сильными дождями и грозами, лето сухое и жаркое, осень солнечная. Преобладают сильные юго-восточные и северо-западные ветры.

## Население
Население коммуны на 2010 год составляло 176 человек.
| 1962 | 1968 | 1975 | 1982 | 1990 | 1999 | 2010 |
| ---- | ---- | ---- | ---- | ---- | ---- | ---- |
| 206  | 198  | 210  | 183  | 175  | 184  | 176  |

## Администрация
| Период | Период | Фамилия         | Партия | Примечания |
| ------ | ------ | --------------- | ------ | ---------- |
| 2001   | 2009   | Жан-Мари Фурнье |        |            |
| 2009   | 2020   | Мартин Каналь   |        |            |

## Экономика
В 2010 году среди 107 человек трудоспособного возраста (15—64 лет) 85 были экономически активными, 22 — неактивными (показатель активности — 79,4 %, в 1999 году было 62,0 %). Из 85 активных жителей работали 77 человек (46 мужчин и 31 женщина), безработных было 8 (2 мужчин и 6 женщин). Среди 22 неактивных 6 человек были учениками или студентами, 10 — пенсионерами, 6 были неактивными по другим причинам.

## Достопримечательности
- Приходская церковь Успения Божьей Матери (1830 год)